# Herbert Brückner

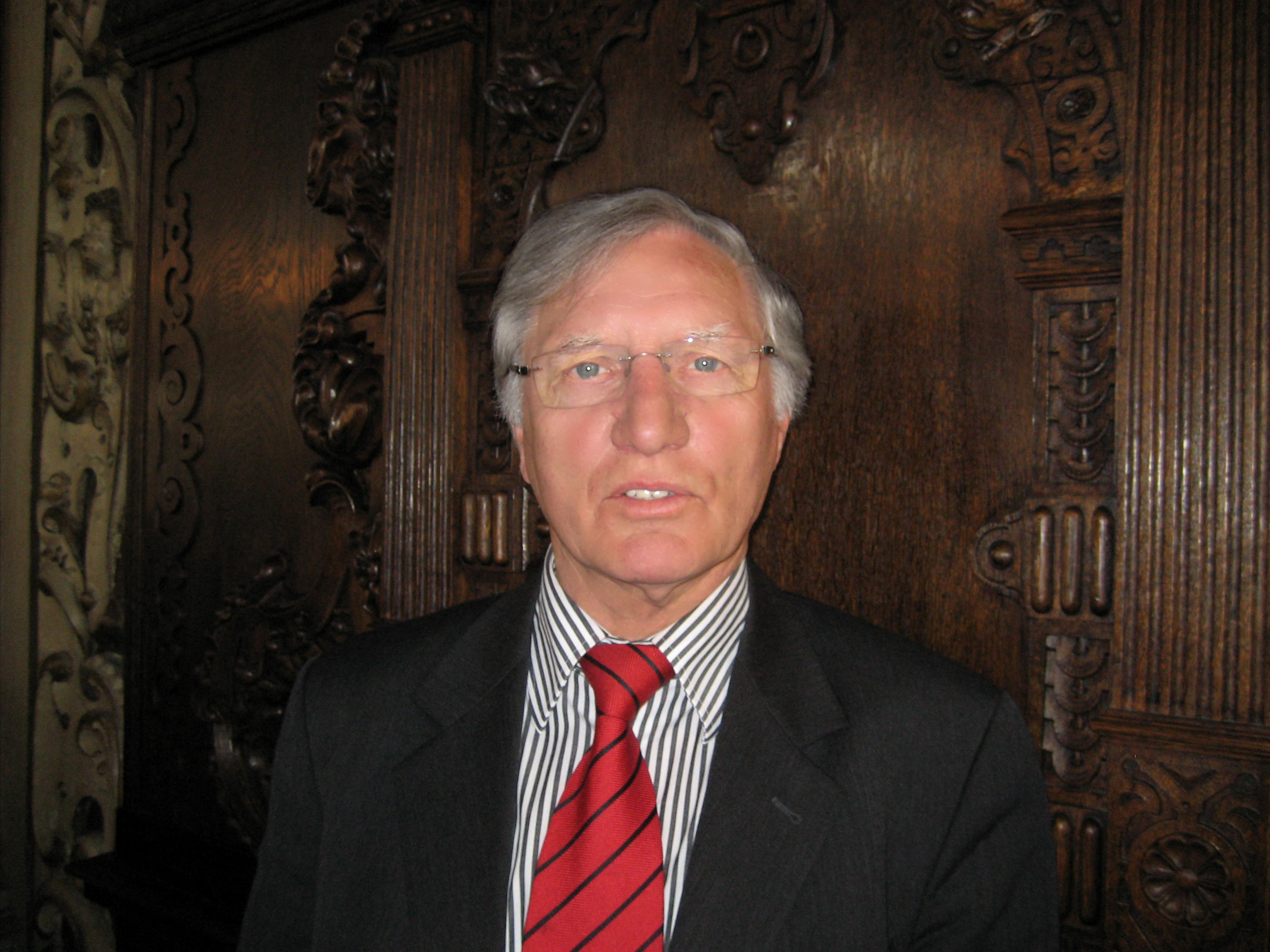
Herbert Brückner (2009)

Herbert Brückner (* 8. Oktober 1938 in Schwarme / Hoya) ist ein Bremer Politiker (SPD). Er war von 1975 bis 1987 Senator.

## Biografie

### Ausbildung und Beruf
Brückner war der jüngste Sohn eines Landarbeiters. Er absolvierte von 1953 bis 1956 nach dem Besuch der Realschule eine Lehre zum Industriekaufmann und war dann bis 1963 in diesem Beruf tätig. Nach einer weiteren Ausbildung ab 1957 zum Diakon war er von 1963 bis 1972 als Diakon und als Landesjugendwart bei der Evangelischen Kirche in Bremen tätig. Er zog 1964 nach Bremen - Vahr. 
Brückner war in dieser Zeit auch Vorsitzender des Landesjugendringes.

### Politik
Seit 1964 ist Brückner in der SPD Bremen aktiv. Von 1971 bis 1975 war er Mitglied der Bremischen Bürgerschaft und dort in der Deputation für Jugend- und Sozialhilfe sowie im nichtständigen Parlamentsausschuss.
1975 beschloss die SPD in einer Abstimmung des Landesparteitages, dass der linksliberale Brückner Mitglied im Bremer Senat werden sollte.
Von 1975 bis 1983 (Senat Koschnick III-IV) war er Senator für Gesundheit und Umweltschutz. 1979 wurde ein von seinem Haus initiiertes neues Bremisches Naturschutzgesetz beschlossen. Im Senat Koschnick V (1983–1985) war Brückner Senator für Gesundheit und Sport und Umweltschutz (das Umweltressort war dem politischen Zeitgeist entsprechend ein selbständiges Ressort geworden). Nach dem Rücktritt von Hans Koschnick als Präsident des Senats 1985, blieb Brückner noch bis 1987 Senator für Gesundheit und Sport im Senat Wedemeier I. Von 1987 bis 1990 war er wieder Mitglied der Bremischen Bürgerschaft.
1986 wurde er Landesvorsitzender der SPD in Bremen. Er trat wegen des Krankenhausskandals, dessen Vorgänge noch aus seiner Senatszeit stammten, 1988 als Landesvorsitzender zurück.

### Persönliches
Brückner ist verheiratet und hat zwei Kinder.

## Ehrenämter
- Brückner ist Mitglied des Stiftungsrats der Bürgerstiftung Bremen.
- Von 1996 bis 2008 war er Präsident der Naturfreunde International.[2]